# Louis Rose
Pour les articles homonymes, voir Rose.
Ne doit pas être confondu avec Louis Rose (1807).
Louis Rose dit aussi Louis ou Lewis, « Moses » Rose, né à La Férée (Ardennes), le 11 mai 1785, mort le 6 mars 1836, est un militaire français de l'armée napoléonienne. Il émigre en Amérique et combat au sein des troupes de James Bowie contre les troupes mexicaines. Il fait partie des quelques soldats à partir avant l'assaut final. Il part bien après que le Antonio López de Santa Anna ait donné un accord à qui voulait partir serait épargné. Il part la nuit en évitant les troupes mexicaines.
Bien que la légende raconte qu'il se serait enfui lâchement, elle a été démentie par beaucoup d'historiens. 
Il aurait combattu dignement avant de partir avec l'accord de ses commandants 3 jours avant l'assaut final.

## Parcours militaire français
Il est le fils de Pierre Ro(z/s)e, employé dans la ferme du Roi, au poste de la Férée, et de Marie Henaux,.
Combattant dans l'armée française pendant l'Empire, Il sert dans les campagnes de Naples, du Portugal, de l’Espagne, ainsi qu’en Russie.
En 1814, le jeune Louis Rose (29 ans), devenu lieutenant et aide de camp auprès du général Jacques de Montfort, reçoit la Légion d’honneur pour son parcours militaire.

## Émigration au Texas
Après la défaite de Napoléon, il émigre en Amérique et s'installe au Texas, à Nacogdoches, vers 1827. Il y travaille dans une scierie et devient messager entre Nacogdoches et Natchitoches (Louisiane). Le Texas est alors une partie de l'État mexicain de Coahuila y Texas. Un grand nombre de colons provenant des États-Unis s'y sont établis et y sont devenus majoritaires. La remise en cause d'une partie de leurs avantages provoque en 1835 leur révolte contre le gouvernement mexicain.
Louis Rose rejoint la rébellion, et en particulier des aventuriers réunis autour de James Bowie, lui-même lié au flibustier français Jean Lafitte. À 50 ans, Louis Rose fait figure d’ancien parmi ces colons américains dont certains ne sont encore que des adolescents ; ils le surnomment Moses (Moïse).

## Fort Alamo et les légendes associées à ce combat

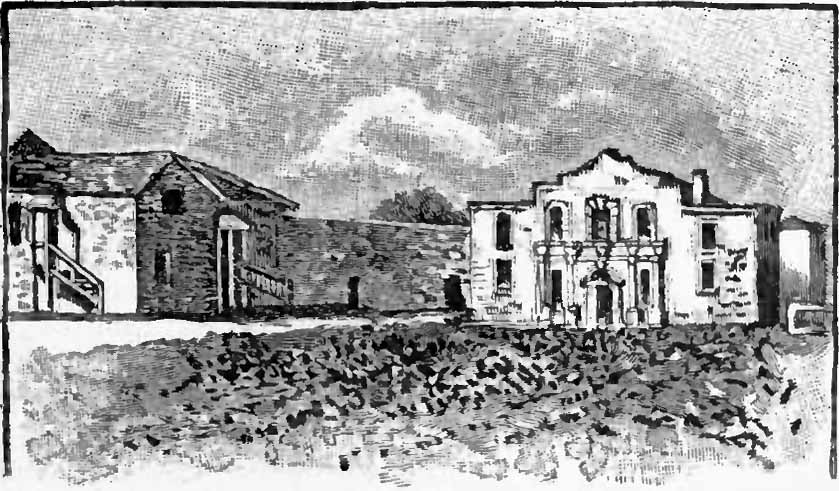
Fort Alamo.

Le 5 mars 1836, un commandant texan, William Travis, qui a repris trois mois plus tôt le fort Alamo aux mains des Mexicains avec l'aide de James Bowie et de ses hommes, trace selon la légende une ligne au sol, avec son sabre, pour donner le choix à chacun de rester ou de partir. En forte infériorité numérique, il sait que la position ne peut être tenue longtemps et que ses soldats sont condamnés ; les Mexicains ne feront pas de quartier, d'autant que les défenseurs sont considérés comme des flibustiers. Toujours selon la légende, les hommes décidés à combattre doivent passer la ligne, Louis Rose, comme les 196 autres défenseurs, la franchit. L'ancien grognard de Napoléon est prêt à mourir pour le Texas.
Depuis 1927, le revolver de l’Ardennais Louis "Moïse" Rose fait partie de la collection du musée d’Alamo. Il est sûr qu'un Français a figuré dans les défenseurs de ce camp. Son nom est trouvé sur les feuilles d'appel de la troupe américaine. Une des survivantes d'Alamo, Susanne Dickinson, a témoigné en 1853 puis en 1857 que le seul homme dénommé  “Rose” qu'elle ait connu à Alamo était bien Louis Rose, qui a combattu aux côtés de James Bowie et qu'il est mort lors des combats. L'historien Thomas Ricks Lindley fait l'hypothèse que Louis Rose dit Moïse est mort dans les derniers instants de la bataille devant l'église en ruine de l'Alamo .
Louis Rose, un Français est ainsi mort pour l'indépendance du Texas le 6 mars 1836.

## Quelques exploitations ultérieures de ces récits
Le combat de Fort Alamo représente un moment majeur de l'histoire des États-Unis.
Dans le comté de San Diego, plusieurs lieux portent le nom de Louis Rose, notamment le quartier de  Roseville (en) à Point Loma est nommé d'après lui, ainsi que ceux de Rose Creek (en) et de Rose Canyon.
En 1952, le film Le déserteur de Fort Alamo, avec Glenn Ford. Le personnage interprété par Glenn Ford n'est pas un lâche ; il est tiré au sort pour s'échapper d'Alamo et protéger les familles des défenseurs. L'intrigue du film a été critiquée par certains groupes traditionalistes texans.
Quand Jacques Chirac s’est prononcé contre la guerre en Irak, l'histoire de Louis Rose a resurgi à nouveau, mise en avant par certains comme un exemple de la bravoure française. Au-delà de la difficulté à comprendre la part de légende et la part de vérité historique, c’est oublier le parcours de Louis Rose dans l'armée napoléonienne et son engagement volontaire, malgré son âge, auprès des amis de James Bowie.
En 2015, une bande-dessinée de Patrick Cothias, Patrice Ordas, Christelle Galland et Morgann Tanco, intitulée Moses Rose paraît en plusieurs tomes de ses aventures chez Bamboo édition,.

## Distinctions
- Chevalier de la Légion d'honneur (1814)

## Sources
- (en) Wallace O. Chariton, Exploring the Alamo legends, Dallas, Wordware Pub, 2004, 266 p. (ISBN 978-1-461-70881-0 et 978-1-556-22255-9, OCLC 430078688)
- (en) Thomas Ricks Lindley, Alamo traces : new evidence and new conclusions, Lanham, Republic of Texas Press, 2003, 386 p. (ISBN 978-1-556-22983-1 et 978-1-556-22983-1, OCLC 50919903)
- (en) Donald H. Harrison, Louis Rose, San Diego's first Jewish settler and entrepreneur, San Diego, Calif., Sunbelt Publications, 2005, 284 p. (ISBN 978-0-932-65368-0 et 978-0-932-65368-0, OCLC 56567400)
- Donald H Harrison, (en)Bouquet of Roses: The Stories Behind San Diego Places Named for Louis Rose,